# 142P/Ge-Wang
142P/Ge-Wang è una cometa periodica appartenente alla famiglia delle comete gioviane. La cometa è stata scoperta il 4 novembre 1988 da Yong-liang Ge e Qi Wang ma già al momento dell'annuncio della sua scoperta erano state trovate immagini risalenti all'11 ottobre 1988. La sua riscoperta il 15 settembre 1999 ha permesso di numerarla.